# Tramonti di Sotto
Tramonti di Sotto là một đô thị ở tỉnh Pordenone trong vùng Friuli-Venezia Giulia, có cự ly khoảng 110 km về phía tây bắc của Trieste và khoảng 35 km về phía đông bắc của Pordenone. Tại thời điểm ngày 31 tháng 12 năm 2004, đô thị này có dân số 444 người và diện tích là 84,6 km².
Tramonti di Sotto giáp các đô thị: Castelnovo del Friuli, Clauzetto, Frisanco, Meduno, Preone, Socchieve, Tramonti di Sopra, Travesio, Verzegnis, Vito d'Asio.